# Carlos Gaete Moggia
Carlos Cristian Gaete Moggia, född 4 november 1987 i Stockholm, är en svensk fotbollsspelare som spelar för FC Stockholm. Han har tidigare spelat för bland annat Hammarby IF och IFK Värnamo. 

## Karriär
Gaete Moggia gjorde sin debut för Hammarbys A-lag den 14 juli 2008 borta mot Malmö FF. Matchen slutade 2-4 till Hammarby och Gaete Moggia gjorde ett mål. Han är som många andra fotbollsspelare i Hammarby fostrad i Hammarbys farmarlag Hammarby TFF.
Den 3 augusti 2011 meddelade Sirius på sin hemsida att man har kommit överens med Hammarby om en omedelbar övergång för Carlos Gaete Moggia. Därefter spelade han för IFK Värnamo.
Inför säsongen 2016 skrev han kontrakt med AFC United. I mars 2017 värvades Gaete Moggia av norska Elverum Fotball.
Den 12 juli 2017 blev Gaete Moggia klar för den svenska klubben Västerås SK. I februari 2019 skrev han på ett nytt tvåårskontrakt med klubben. I augusti 2020 värvades Gaete Moggia av IFK Haninge. I december 2020 gick han till division 2-klubben FC Stockholm.